# رودرباط
رودرباط روستایی در دهستان درمیان بخش مرکزی شهرستان درمیان استان خراسان جنوبی ایران است. بر پایه سرشماری عمومی نفوس و مسکن در سال ۱۳۹۰ جمعیت این روستا ۵۳ نفر (در ۱۷ خانوار) بوده است.